# Henry Wellesley (1er baron Cowley)
Henry Wellesley, 1er baron Cowley (20 janvier 1773 - Paris, 27 avril 1847), est un homme politique britannique, frère d'Arthur Wellesley.

## Biographie
Diplomate, il est célèbre pour avoir réussi par d'habiles négociations, à faire passer en 1801 l'Est du territoire d'Oudh sous domination anglaise. 
Membre de la chambre des communes (1807), secrétaire de la trésorerie du ministère Portland, il sert comme ambassadeur en Espagne de 1809 à 1822, à Vienne de 1823 à 1828, année où il est fait pair du Royaume, puis devient ambassadeur à Paris de 1841 à 1846. 
Il est le père de Henry Richard Charles Wellesley.